# Henry de Lichton
Henry de Lichton (également appelé de Lychtone ou Leighton) est un prélat écossais mort en décembre 1440. Évêque de Moray (1414-1422) puis d'Aberdeen (1422-1440), il joue également le rôle d'ambassadeur au service du roi Jacques Ier lors de plusieurs missions diplomatiques en Angleterre, en France et en Italie.

## Biographie

### Débuts
Henry de Lichton est né dans le diocèse de Brechin, probablement dans la région d'Angus, à une date inconnue entre 1369 et 1379. Il fait ses études à l'université d'Orléans et (peut-être) celle de St Andrews, décrochant une licence en droit civil et en droit canonique, un baccalauréat en droit canonique et un doctorat en droit canon entre 1394 et 1415. Il obtient encore un doctorat en droit civil avant 1436. Parallèlement à ses études, Lichton mène une carrière ecclésiastique : il apparaît comme vicaire de Markinch, dans le Fife, en 1392. Ce vicariat relève du prieuré de la cathédrale de St Andrews. Il apparaît comme chanoine du diocèse de Moray en 1394 et archidiacre d'Aberdeen en 1395 et 1396.

### Évêque de Moray
Après la mort de l'évêque de Moray John de Innes, en 1414, le chapitre de la cathédrale d'Elgin se réunit pour élire son successeur. L'élection se déroule le 18 mai et voit Lichton être élu (bien que les sources ne citent pas le résultat de l'élection, le fait que son élévation n'ait suscité aucune opposition suggère que c'est bien lui qui a été élu). Il se rend sur le continent pour recevoir sa consécration du pape Benoît XIII, le 8 mars 1415 à Valence dans le royaume d'Aragon,.
Lichton entretient des relations cordiales avec le comte de Mar Alexandre Stuart, qui est le principal baron de la région ; du moins ne semble-t-il avoir souffert d'aucune déprédation de sa part. Il lui permet d'annuler son mariage avec Isabelle Douglas en 1410 lorsque le comte décide de changer d'épouse en 1415. Les deux hommes étaient vraisemblablement apparentés, puisque Lichton est décrit comme parent du régent Robert Stuart, l'oncle du comte de Mar,.

### Évêque d'Aberdeen
Henry de Lichton est choisi pour succéder à l'évêque d'Aberdeen Gilbert de Greenlaw, mort en 1421. Il est transféré au diocèse d'Aberdeen au début du mois d'avril 1422 sur la décision du pape Martin V,. Afin qu'il ne soit pas contraint de se rendre à Rome pour prêter serment, le pape délègue son autorité à l'évêque de Dunkeld Robert de Cardeny (en) et à l'évêque de Dunblane William Stephani (en).
Lichton est un évêque bâtisseur. Il initie la reconstruction de la cathédrale d'Aberdeen. D'après Hector Boece, les murs et deux des clochers sont terminés de son vivant, mais il meurt avant l'achèvement du troisième. Il fonde également une nouvelle chapelle dédiée à saint Jean. Il contribue financièrement aux travaux de reconstruction, ainsi qu'à l'achat de nouveaux livres et habits pour le service. On sait également qu'il est l'auteur de plusieurs textes de nature légale et religieuse, bien qu'aucun ne subsiste.

### Carrière diplomatique
Le roi Jacques Ier fait souvent appel à Henry de Lichton lors de missions diplomatiques. D'après l'historien du XVIe siècle John Lesley, il fait partie des envoyés chargés de négocier la rançon du roi avec les Anglais. Le 9 juin 1425, il fait partie des prélats écossais auxquels le roi Henri VI accorde un sauf-conduit pour qu'ils puissent se rendre auprès du pape Martin V à Rome. En 1428, il dirige une mission diplomatique en France pour proposer une alliance au roi Charles VII et renouveler l'Auld Alliance. En janvier 1430, il est envoyé en Angleterre pour y examiner plusieurs points de contention. Sa présence est attestée au concile de Bâle le 31 mars 1434, mais on ne sait rien de ses activités.

### Mort
Henry de Lichton est mort entre le 11 novembre 1440 et le 11 janvier 1441. La date la plus probable est le 12 ou le 14 décembre, dates anniversaires figurant dans des sources des XVe et XVIe siècles respectivement. Il est inhumé dans la chapelle dédiée à saint Jean qu'il a fondée à Aberdeen. Ayant fait vœu de chasteté, il ne s'est jamais marié, mais il laisse pourtant une fille illégitime prénommée Janet qui bénéficie d'une dispense papale pour se marier en 1432.